# Teodor Svjatoslav

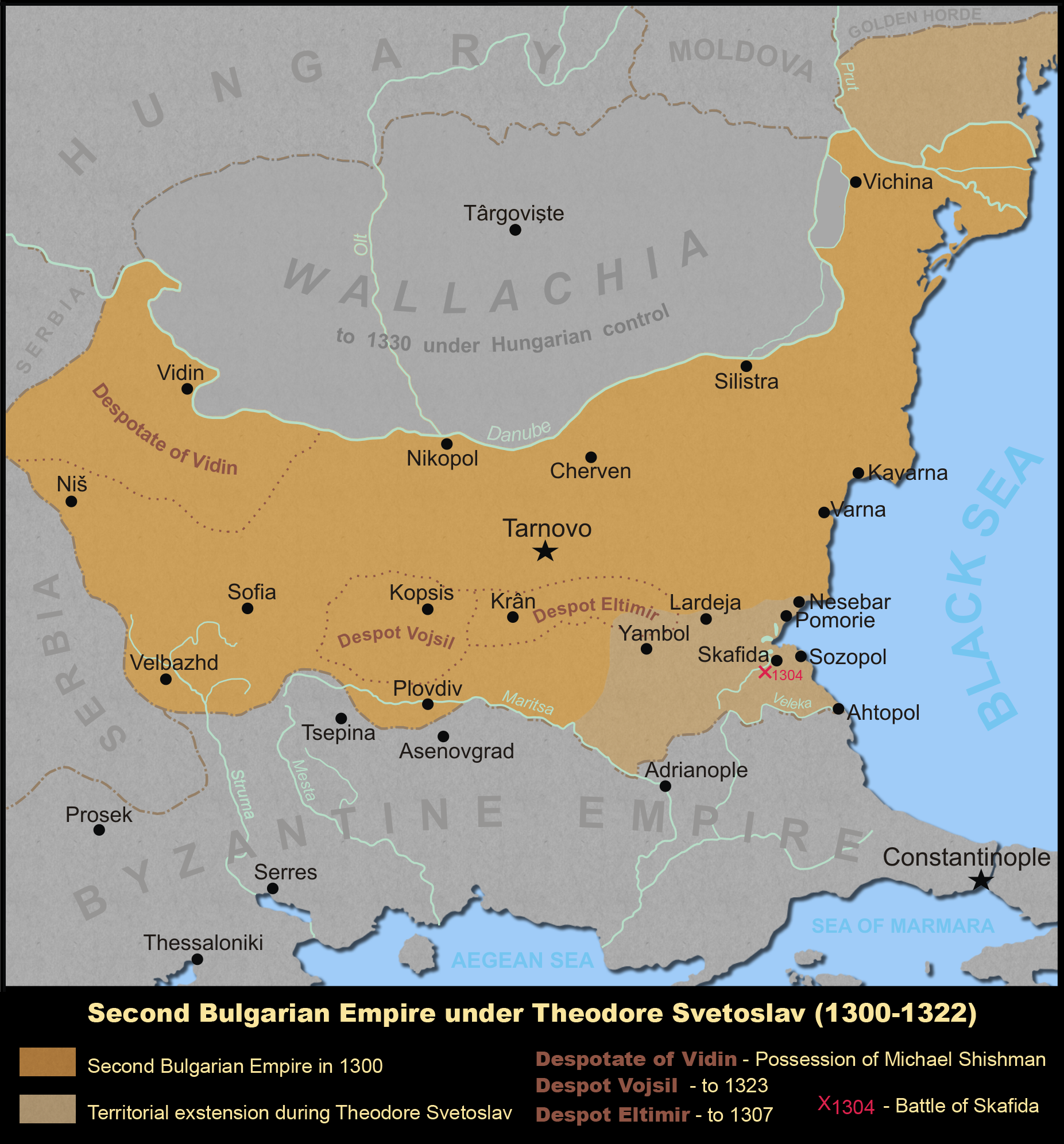
Bulharsko v období Teodora Svjatoslava

Teodor Svjatoslav nebo Todor/Teodor Svetoslav/Svetislav/Svetoslavov byl v letech 1300 až 1322 bulharský car. Jeho rodiči byli Jiří I. Bulharský a  Marie Terter.

## Život a vláda
Na jaře roku 1300 Bulhaři navštívili Mongoly v jejich táboře. Car Jiří I., Terterův syn, tam byl jako rukojmí (vazal) mocného chána Nogaj, který již neměl o zpustošené Bulharsko zájem. Ten však Jiřího v roce 1292 propustil a vzal si dalšího vazala – bojara Smilce, věrného Mongolům. A tak si Jiří I. musel hledat místo jinde v Byzantské říši.
Mezitím se v hlavním městě Bulharska – Velikém Tarnovu – připravoval na svou vládu car Todor Svetoslav. Začal naplno realizovat starou myšlenku v bulharském přísloví: „Dříve než se naučíš někomu poroučet, musíš se naučit poslouchat a podřizovat se jiným.“ Nenáviděl Mongoly, kteří vládli v jeho zemi, ale aniž by se angažoval v politice, je nemohl nijak vyhnat ze své země. Když byla mongolská armáda v jedné ze svých bitev poražena, car využil situace a utekl z Tarnova. Na to však, aby z trůnu sesadil bojara Smilce, potřeboval pomoc Nogajova syna, chána Čaky.
Nyní ještě nenastal čas, aby se Todor Svetoslav korunoval za cara země. Musel se vypořádat s chánem Toktuem. Místo toho udělal carem Čaku, který však nevládl dlouho. Jako cenu za výkupné nový chán Tatarů určil Čakovu hlavu. A tak se na konci roku 1300 car Todor Svetoslav konečně dostal na trůn. Jeho vláda trvala 21 let. Hned na začátku vlády s Tatary podepsal mírovou smlouvu, která měla chránit severní hranici. Postupně se ze země vytrácel vliv Tatarů.
Pak se již mohl soustředit na vnitřní politiku v zemi. Hlavním úkolem bylo vypořádat se s Byzantinci. Porazil zbývající bojary ze Smilcovy rodiny a přitvrdil svou vládu v jižní oblasti Balkánu. Dokonce jeho strýc – despota Eltimir – se dobrovolně vzdal svému synovci a car tak získal pevnost Krun a okolní oblasti byly připojeny k Bulharsku. Eltimira dal zabít, protože za jeho zády spolupracoval s Tatary. Severozápadní území se stalo nezávislým a bylo řízeno Šišmanem – pozdějším bulharským carem – ve spolupráci se Srby.
V létě roku 1304 se chtěl císař Andronikos II. oplatit Bulharsku za sesazení Smilce ze trůnu. Bojoval s nimi i jeho bratr. Ani oni však neuspěli proti silné armádě cara Todora Svetoslavova a z bitvy ve Skafidském údolí (dnes u řeky Fakija ) odešli poraženi. Bulharsko znovu získalo nějaké území. Bojovalo se do roku 1307, kdy vyčerpaný Andronikos II. podepsal mírovou smlouvu, která ho zavazovala na 15 let neútočit na zem Teodora Svjatoslava. Dlouho očekávaný mír přivedl Bulharsko k ekonomickému rozvoji země. Car navázal a rozšířil kontakty se Srby a navázal nové s Benátkami a Janovem. Obchodování zažilo nevídaný rozvoj. Obyvatelstva přibývalo a car začal bohatnout.
Todor Svetoslav umřel stářím v roce 1321 spokojený a šťastný, že pozvedl krajinu z prachu země a dovedl ji do takového stavu, v jakém ji nechal car Ivan Asen II. Během své vlády dokázal zvítězit nad chaosem, který v zemi vládl a spojit Bulharsko do jednotného státu téměř po 50 letech. Po Todorově smrti nastoupil na trůn jeho nejstarší syn Jiří II. Terter.

## Manželství a potomci
Teodor se oženil celkem dvakrát; poprvé s Eufrozinou Bulharskou, a podruhé s Theodorou Palaiologinou, řeckou princeznou. Z prvního manželství měl pouze syna Jiřího, který později nastoupil na jeho místo, druhé manželství již bylo bezdětné.